# Sally Jewell
Sarah Margaret Roffey Jewell, känd som Sally Jewel, född Roffey 21 februari 1956 i London, Storbritannien, är en amerikansk politiker (demokrat). Hon var USA:s inrikesminister mellan april 2013 och januari 2017 i Obamas kabinett.
Jewell gjorde karriär i näringslivets tjänst inom olje- och naturgasindustrin innan president Barack Obama utnämnde henne till inrikesminister.